# The Lady of the Lake (film 1928)
The Lady of the Lake è un film muto del 1928 diretto da James A. FitzPatrick tratto dal poema La donna del lago di Walter Scott.

## Trama
James FitzJames, cavaliere di Snowdoun, si perde durante una battuta di caccia e si ritrova sulle sponde del Loch Katrine. Qui viene trovato da Ellen che, sulla sua barca, lo porta presso il luogo delle Highlands dove ella è ospitata insieme al padre Douglas, ovvero da Roderick Dhu, capo del clan Alpine, nemico del re Giacomo V di Scozia. James viene arrestato dai soldati di Roderick, che lo sospettano di essere una spia reale. Ellen allora lo libera e, dalla barca, lo depone in un'altra zona della costa lacustre. James è attratto da Ellen, che tuttavia gli confessa che unirsi a lei sarebbe disonorevole, perché la propria famiglia è invisa al re, col quale è in corso una annosa faida. James allora, per sdebitarsi, le dona un anello, dicendole che, in ogni evenienza, avrebbe potuto mostrarlo al re e ottenere da lui benevolenza.
Ellen è la promessa sposa di Malcom Graene, sempre del partito anti-realista, che viene ad uno scontro con Roderick, che pure è interessato alla ragazza. Nel lasciare la residenza di Roderick, Graene viene catturato dai soldati del re.
Sempre vagando nella foresta, James, una notte, incontra un uomo, al quale confessa di odiare Roderick Dhu ed il suo clan. L'uomo si rivela essere proprio Roderick, ma, per il dovere dell'ospitalità, pur essendo in compagnia dei suoi soldati, lascia libero James, anzi, lo aiuta a raggiungere un territorio non soggetto al proprio clan. Lì, però, lo sfida a duello, e trova la morte.
Nel frattempo Douglas si è recato al castello del re, Stirling, per impetrare il perdono per sé e per Malcom: ricevuto da Lord Moray, sta per essere messo a morte insieme a Malcom. Sopraggiunge allora Ellen, che, trovando James al castello, lo prega di introdurla al cospetto del re, al quale intende mostrare l'anello. James conduce Ellen nella sala dei banchetti, dove, dice, dovrebbe trovarsi il re. Al loro ingresso tutti i cortigiani si inchinano profondamente: James non è nient'altri che il re Giacomo, che viaggiava in incognito. Douglas viene perdonato, la faida famigliare cessa, e il re, rendendosi conto dei sentimenti di Ellen, benedice le nozze della ragazza con Graene.

## Produzione
Il film fu prodotto dalla FitzPatrick Pictures.

## Distribuzione
Distribuito dalla FitzPatrick Pictures, il film uscì nelle sale cinematografiche UK in versione muta nel dicembre del 1928. Il 1º novembre 1930, fu distribuito negli USA. Alla pellicola venne aggiunto il sonoro nel luglio del 1931, con una colonna sonora sincronizzata, musicata e diretta da Nathaniel Shilkret. Copie del film (positivi in 16 mm) sono conservate negli archivi dell'EmGee Film Library e in collezioni private..